# Grande Fatra

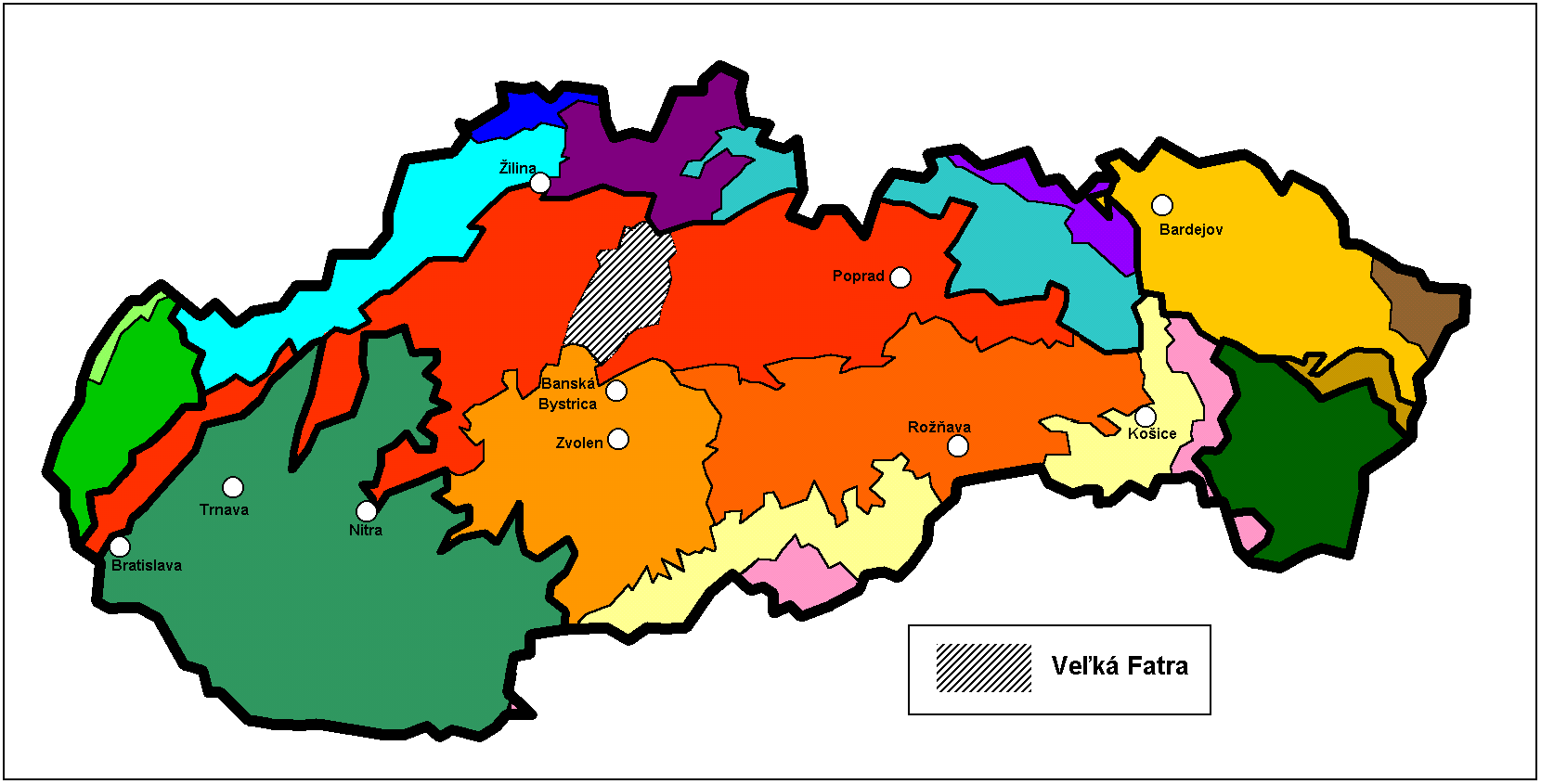
La Grande Fatra sur la carte géomorphologique de la Slovaquie

La Grande Fatra (slovaque : Veľká Fatra) est un massif montagneux du Nord-Ouest de la Slovaquie. Il fait partie de la chaîne des Carpates et en particulier des Carpates occidentales.

## Sports
Les deux stations de ski les plus importantes sont Skipark Ružomberok et Donovaly.

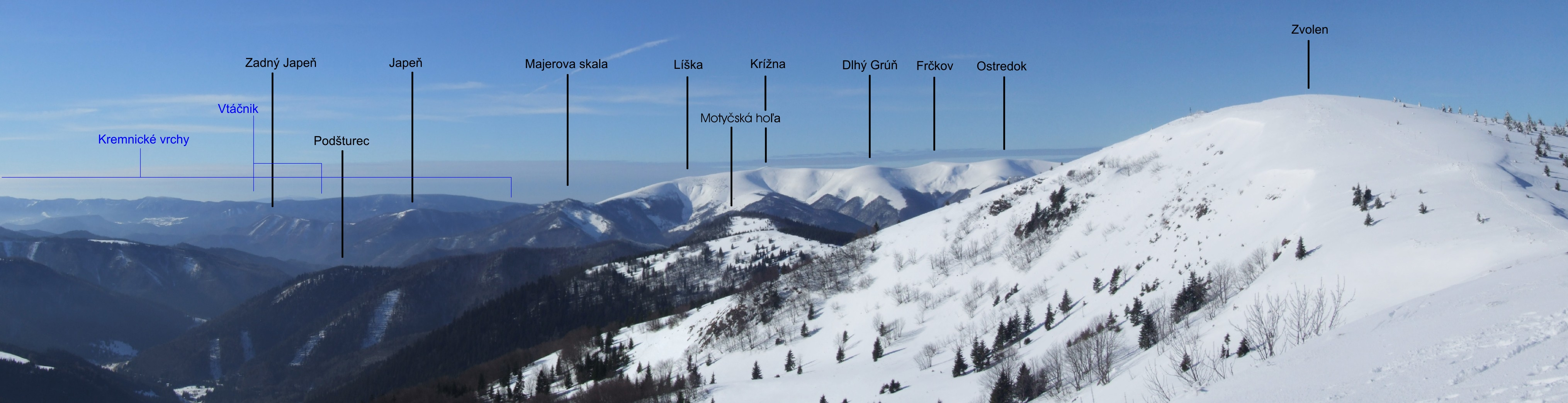
Panorama de la Grande Fatra.